# Kofi Adjorlolo
Kofi Adjorlolo es un actor y productor ghanés.

## Carrera
Adjorlolo comenzó su carrera como músico, tocando instrumentos como la trompeta y órgano. A los veinte años, viajó a Nigeria y tocó con el músico nigeriano Victor Uwaifo. También ha actuado con el legendario Felix Bell. Al regresar a Ghana, formó la banda Osagyefo y tocó con la banda Dasebre. Trabajó como funcionario y presentador de radio en Ghana Broadcasting Corporation y Peace FM. Jugó un papel decisivo en el establecimiento de la estación de radio religiosa Channel R, y fue honrado por la estación de radio HOT 93.9FM en Acra por sus 30 años de servicio a la industria del espectáculo.
Se incorporó a la industria cinematográfica de Ghana en 2003 y desde entonces ha sido nominado en una ocasión como Mejor Actor principal en los Ghana Movie Awards, y cuatro veces como Mejor actor  secundario, en los Ghana Movie Awards, Premios de la Academia del Cine Africano y los Africa Magic Viewers Choice Awards. Entre los premios que ha recibido se encuentran el premio International Golden Image de la entonces presidenta de Liberia, Ellen Johnson Sirleaf, y el Mejor Cameo en los Ghana Movie Awards 2011.

## Filmografía seleccionada
| Año  | Título                                                               | Rol            | Notas |
| ---- | -------------------------------------------------------------------- | -------------- | --- |
| 2003 | The Chosen One Part 1&2                                              | Deacon Prempeh | |
| 2006 | My Mother's Heart                                                    |                | Nominado a mejor actor de reparto en la segunda edición de los Africa Movie Academy Awards                  |
| 2007 | Princess Tyra                                                        |                | |
| 2009 | Heart of Men                                                         | Bernard        | |
| 2009 | Agony of Christ                                                      |                | |
| 2010 | Beast                                                                |                | Nominado a mejor actor de reparto (inglés) en los Ghana Movie Awards                                        |
| 2011 | Ties that Bind                                                       | Padre          | |
| 2011 | Somewhere in Africa                                                  | General Olemba | Ganador del mejor caneo en los Ghana Movie Awards                                                           |
| 2012 | Adesuwa (A Wasted Lust)                                              |                | |
| 2012 | Single and Married                                                   | Ranesh         | |
| 2012 | Wipe My Tears                                                        |                | Nominado a mejor actor principal (inglés) en los Ghana Movie Awards                                         |
| 2014 | Family Album                                                         |                | Nominado a mejor actor de reparto en los Ghana Movie Awards                                                 |
| 2014 | A Northern Affair                                                    |                | |
| 2015 | Code of Silence                                                      |                | |
| 2015 | Falling                                                              | Mr Mazi Mba    | |
| 2016 | Ghana Must Go                                                        | padre          | Nominado a mejor actor de reparto en una serie o película de televisión, Africa Magic Viewers Choice Awards |
| 2017 | Crime Suspect                                                        |                | |
| 2018 | That Night                                                           |                | |
| 2019 | Hero - Inspired by the Extraordinary Life & Times of Mr. Ulric Cross | Asantehene     | |
| 2020 | Aloe Vera'                                                           | Papa Aloe      | |